# 기계 정육점
《기계 정육점》(La Charcuterie mécanique)는 1895년 프랑스의 단편 무성영화로, 루이 뤼미에르가 제작하였다.

## 상세
뤼미에르 형제가 초창기에 찍었던 여느 영화처럼 영사기와 촬영기를 겸한 시네마토그래프로 촬영하였으며, 35mm 필름에 화면비는 1.33:1로 제작되었다.
원제를 따지면 '기계 푸줏간'이라고도 해석할 수 있다. 남성들이 돼지 한 마리를 '기계 정육점'이란 글씨가 큼지막하게 쓰여진 상자 속에 넣었더니 배출구 쪽으로 돼지고기 가공품이 자동으로 쏟아져나오는 모습을 담은 영상이다. 마치 돼지를 넣은 즉시 도축되어 가공품으로 만드는 기계처럼 연출된 영화로, '기계 정육점'이라는 상자 속에서 밖으로 보이는 것보다 더 많은 일이 벌어지고 있음을 암시한다.
이런 소재는 초창기 다른 무성영화에서도 차용된 바 있다. 영국의 조지 앨버트 스미스는 1897년 《소시지 만들기》 (Making Sausages)라는 영화를 제작했는데 고양이와 개를 기계 안에 넣었더니 소시지로 바뀌는 내용이다. 같은해 미국의 머토스코프와 바이오그래프도 《소시지 기계》 (The Sausage Machine)이라는 작품을 만들었는데 이쪽은 컨베이어 벨트를 패러디했다. 에디슨 스튜디오에서는 1901년 《정육점》 (Butcher Shop)과 1904년 《개 공장》 (Dog Factory)이란 작품으로 강아지가 소시지로 바뀌는 연출의 영화를 제작하였다. 전작은 단순히 크랭크를 돌려 연출한 작품이지만 후속작은 실제 전기로 돌아가는 기계를 묘사하였다.
뤼미에르의 모든 작품과 마찬가지로 촬영된 지 100년이 넘은 영화인 만큼 퍼블릭 도메인으로 저작권이 소멸되었기에 유튜브 등지의 인터넷상에서 감상할 수 있다.